# Wymysłów (Łoniów)
Wymysłów – część wsi Łoniów w Polsce, położona w województwie świętokrzyskim, w powiecie sandomierskim, w gminie Łoniów. 
Nie posiada sołtysa, należy do sołectwa Łoniów.
W latach 1975–1998 Wymysłów administracyjnie należał do województwa tarnobrzeskiego.